# Bosumtwi
Het Bosumtwimeer is een kratermeer in Ghana met een diameter van acht kilometer.
De meteorietkrater is zo'n 1.07 miljoen jaar oud met een diameter van 10,5 kilometer. Het ligt ongeveer dertig kilometer ten zuidoosten van Kumasi. Er zijn circa dertig dorpen in de omgeving, met totaal rond de 70.000 inwoners. Het is een populair recreatiegebied.
De Ashanti beschouwen Bosumtwi als een heilig meer. Volgens traditioneel geloof nemen de zielen der doden hier afscheid van de god Twi. Daarom wordt slechts toegestaan dat er vanaf houten planken gevist wordt.
Het meer is gevormd in het pleistoceen en is het enige meer in Ghana dat zonder menselijk ingrijpen gevormd is.